# كولن ماثيوز (موسيقي)
كولن ماثيوز (بالإنجليزية: Colin Matthews)‏ هو معلم موسيقى وموسيقي وملحن بريطاني، ولد في 13 فبراير 1946 في لندن في المملكة المتحدة.

## وصلات خارجية
- كولن ماثيوز على موقع IMDb (الإنجليزية)
- كولن ماثيوز على موقع ميوزك برينز (الإنجليزية)
- كولن ماثيوز على موقع ديسكوغز (الإنجليزية)